# Rongtang (köpinghuvudort i Kina, Jiangxi Sheng, lat 28,11, long 115,72)
Rongtang är en köpinghuvudort i Kina. Den ligger i provinsen Jiangxi, i den sydöstra delen av landet, omkring 66 kilometer söder om provinshuvudstaden Nanchang. Antalet invånare är 67 326. Befolkningen består av 31 276 kvinnor och 36 050 män. Barn under 15 år utgör 22,0 %, vuxna 15-64 år 69 %, och äldre över 65 år 7,0 %.
Runt Rongtang är det tätbefolkat, med 459 invånare per kvadratkilometer. Rongtang är det största samhället i trakten. Trakten runt Rongtang består till största delen av jordbruksmark.
Genomsnittlig årsnederbörd är 2 190 millimeter. Den regnigaste månaden är juni, med i genomsnitt 367 mm nederbörd, och den torraste är oktober, med 28 mm nederbörd.